# Viajes misioneros de Pablo

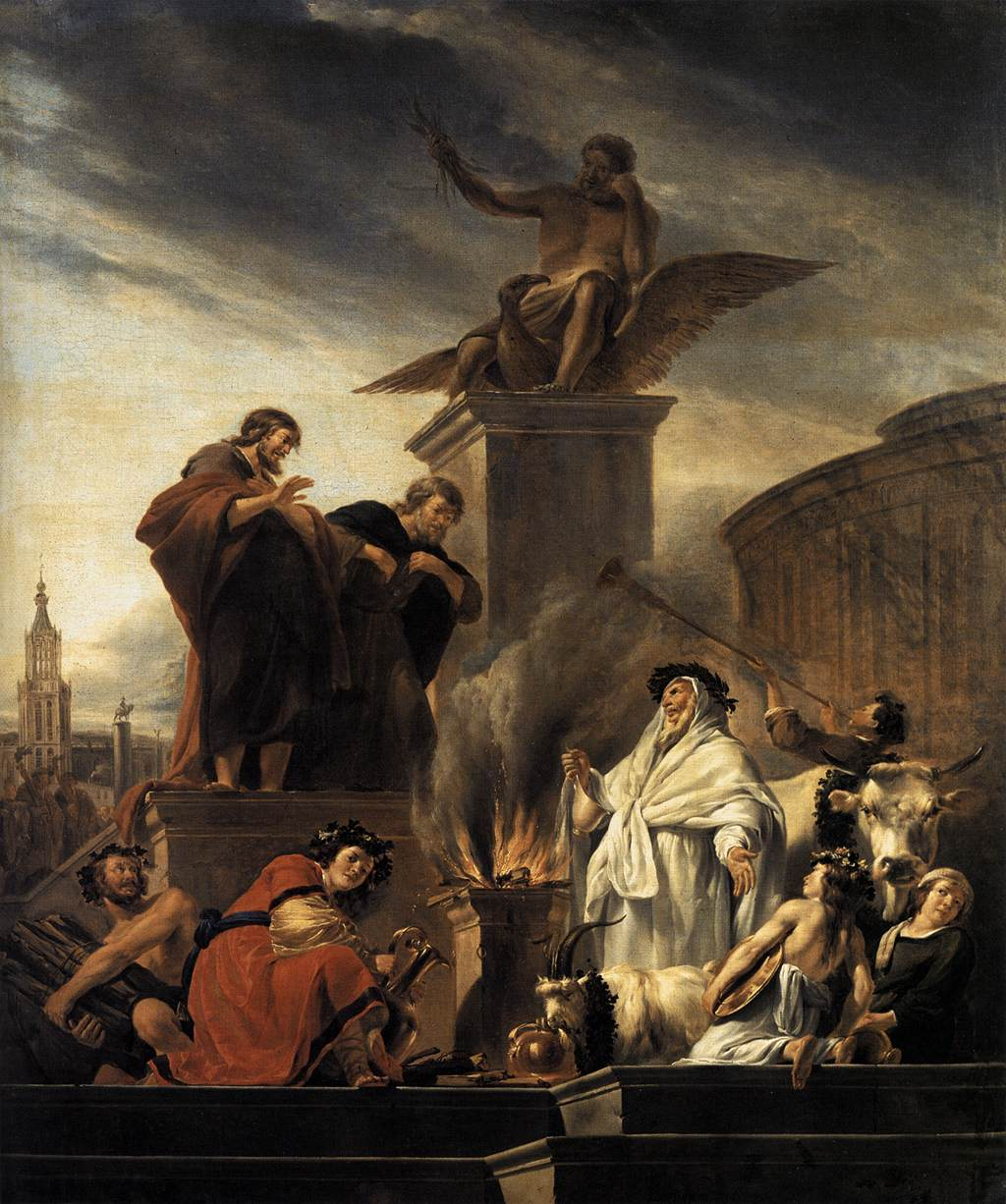
Pablo y Bernabé en Listra, óleo sobre lienzo de Nicolaes Pietersz. Berchem (ca. 1650).

Los viajes misioneros de Pablo son el conjunto de desplazamientos descritos en el Libro de los Hechos de los Apóstoles del Nuevo Testamento, realizados por el apóstol Pablo con el propósito de predicar el evangelio y extender el cristianismo en diversas regiones del Mediterráneo durante el siglo I d. C. Tradicionalmente, se distinguen tres viajes misioneros, a los que se suele añadir un cuarto, correspondiente al traslado de Pablo como prisionero a Roma.
Los relatos bíblicos presentan estos viajes como parte de la labor evangelizadora de las primeras comunidades cristianas, con recorridos que incluyeron territorios de Asia Menor, Grecia y Siria, así como la isla de Chipre. En cada etapa, Pablo fundaba o visitaba comunidades cristianas, debatía en sinagogas y foros públicos, y mantenía contacto epistolar con los creyentes, cartas que forman parte del Corpus Paulinum.

## Itinerarios principales
- Primer viaje misionero (ca. 46-48 d. C.): realizado junto a Bernabé y Juan Marcos, con recorrido por Chipre y regiones de Asia Menor como Panfilia, Pisidia y Licaonia.
- Segundo viaje misionero (ca. 49-52 d. C.): incluyó visitas a Filipos, Tesalónica, Berea, Atenas y Corinto, con la incorporación de colaboradores como Silas y Timoteo.
- Tercer viaje misionero (ca. 53-57 d. C.): centrado en el fortalecimiento de comunidades previamente fundadas, con estadías prolongadas en Éfeso y otras ciudades de Asia Menor y Grecia.
- Viaje a Roma (ca. 59-60 d. C.): traslado bajo custodia romana desde Cesarea Marítima hasta Roma, narrado en detalle en Hechos 27–28, incluyendo el naufragio en la isla de Malta.

## Primer viaje

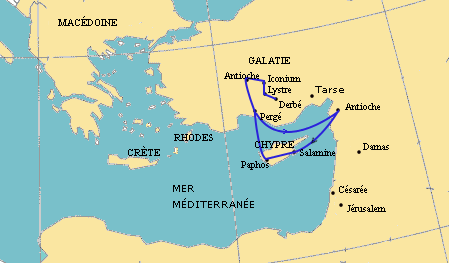
Primer viaje misionero de Pablo

El primero de ellos, según el relato del libro de los Hechos de los Apóstoles, fue iniciado por el Espíritu Santo para Pablo y Bernabé. Juan Marcos, quien era sobrino  de este último, también emprendió el viaje, el cual comenzó aproximadamente entre los años 47 a 48 d. C. Embarcaron en Seleucia, que era el puerto de la ciudad de Antioquía de Siria —Seleucia distaba pocos kilómetros de Antioquía—; de allí se dirigieron por barco a Chipre, realizaron su tarea misional en la costa oriental de la isla, en una ciudad llamada Salamina, se cree que estaba a pocos kilómetros de la hoy ciudad de Famagusta; de la costa oriental cruzaron la isla hasta la costa occidental, hacia una ciudad llamada Pafos; de allí embarcaron hacia la costa del Asia Menor hasta la ciudad de Perge, en Panfilia, posiblemente pasando por la ciudad de Atalía —muy cercana a Perge y al puerto de esta ciudad—, que por entonces era una provincia del imperio Romano; de allí, solo con Bernabé, se dirigió a la ciudad de Antioquía de Pisidia por tierra. Se asentaron un tiempo en esta ciudad, y de allí partieron para la ciudad de Iconio, capital de Licaonia que pertenecía a la provincia romana de Galacia; por allí pasaba una ruta principal que unía la importante ciudad de Éfeso con Siria. Desde allí se dirigieron hacia la ciudad de Listra, también en la región de Licaonia. Pablo y Bernabé partieron de Listra a Derbe, y desde esta ciudad regresaron sobre sus pasos a Listra, luego a Iconio y después a Antioquía de Pisidia; de allí fueron a Perge, y de Perge al puerto de Atalia, donde se embarcaron para Antioquía.

## El segundo viaje

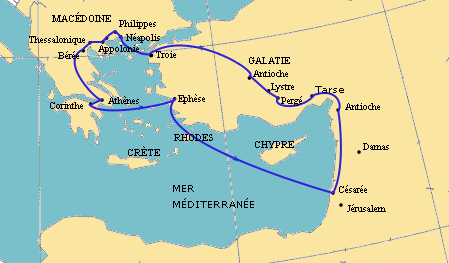
Mapa del segundo viaje misionero de Pablo

El segundo viaje empezó por vía terrestre, Pablo lo realizó junto a otro discípulo llamado Silas o Silvano; salieron de Jerusalén, de allí fueron a Cesarea, luego a Tolemaida, y pasaron por Tiro y Sidón para llegar a Siria y de allí al Asia Menor, arribando a Antioquía; desde allí fueron a Tarso —ciudad natal de Pablo—; este viaje comenzó alrededor de los años 49 a 52. Ya en Asia Menor, llegaron a la ciudad de Derbe, y luego a Listra; allí se les unió Timoteo, y se dirigieron a Troas, ciudad junto al mar Egeo. La ruta clásica de la época era pasar por las siguientes ciudades para llegar desde Listra a Troas: Iconio, Antioquía y Dorylaeum; en Troas se unió Lucas al grupo, y se dirigieron a Macedonia, haciendo pie en la ciudad de Neápolis para luego llegar a Filipos, de donde, atravesando por Anfípolis y Apolonia de Iliria, se dirigieron a Tesalónica. De Tesalónica, donde estuvieron un tiempo, fueron a Berea, luego a Atenas y a Corinto, después fueron a Cencreas, de donde por mar fueron a Éfeso y de allí a Cesarea, y luego a Jerusalén, lugar en el que finalizó este segundo viaje.

## Tercer viaje

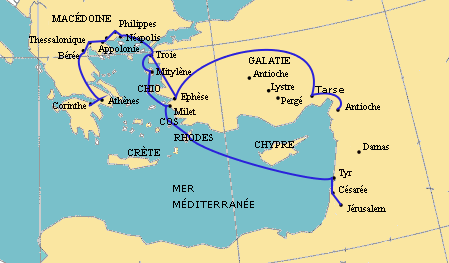
Mapa del tercer viaje misionero de Pablo

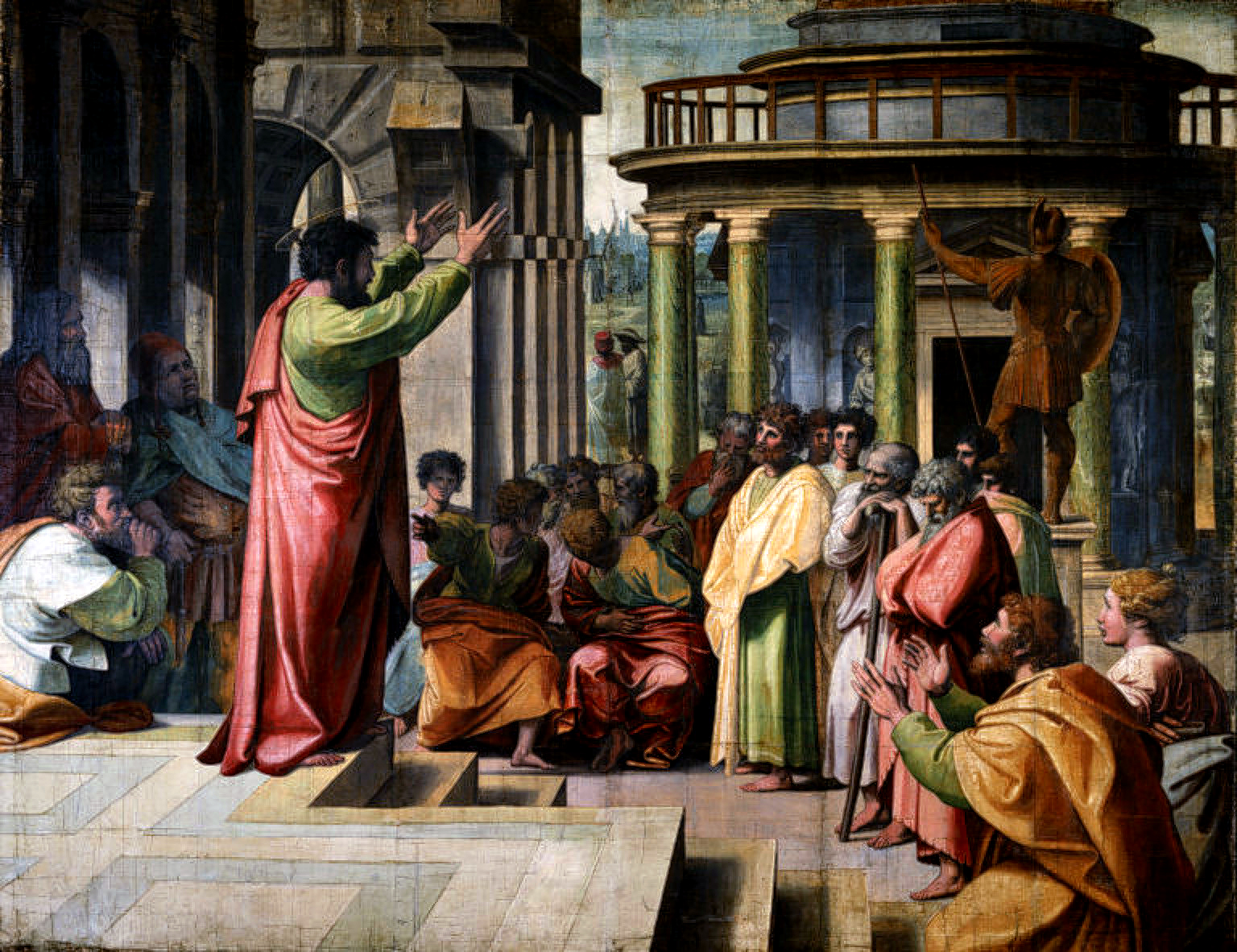
Predicación de San Pablo en Atenas (1515-1516), cartón para tapiz de Rafael Sanzio

El tercer viaje fue alrededor de los años 53 a 56; partió Pablo por tierra desde Antioquía hacia Tarso, pasando por Derbe, Listra, Iconio y Antioquía de Pisidia; de allí fue a Éfeso; de Éfeso partió por mar hacia Aso (Misia); de Aso fue hacia Macedonia pasando por Neápolis (actualmente Kavala, puerto de la ciudad de Filipos, y Anfípolis; por mar fue a Corinto, y luego, por tierra, fue a Atenas, Berea y Tesalónica, volviendo por el mismo camino hasta Éfeso; desde esta ciudad fue por mar a Mileto y Patara, y de allí volvió, parando en Tiro, a Jerusalén.

## Cuarto viaje: viaje de la cautividad
Partieron del puerto de Cesarea Marítima, llegando en una jornada al puerto de Sidón; desde esta ciudad se dirigieron, costeando entre Chipre y Cilicia, a Mira; esta travesía duró unos quince días. Desde Mira reemprendieron el viaje pero por la dificultad con que llegarían hasta Cnido navegaron a sotavento hacia el sur de Creta, pasando por cabo Salmon para arribar en el puerto de Lasea (Puerto Hermoso). 
- Sucesos: Pablo fue embarcado junto a otros prisioneros rumbo a Italia. En la escala en Sidón se le permitió visitar a sus amigos y ser atendido por ellos. Después de quince días de navegación, llegaron a Mira, y allí tomaron una nave alejandrina, llegando finalmente a Creta. El centurión Julio, a pesar de las advertencias del Apóstol tomó la decisión de partir, tomando en consideración la opinión del piloto y el patrón al parecer mejor preparado para pasar allí el invierno.
- Personajes: El centurión encargado de la custodia de los prisioneros, entre ellos Pablo, llamado Julio. Se nombra al ya mencionado con anterioridad Aristarco, macedonio natural de Tesalónica; este acompañaría a Pablo, al menos durante una parte de su viaje del 61 al 62d.c.

### En la isla de Malta
- Recorrido: Una vez a salvo, descubrieron que se encontraban en la isla de Malta.
- Sucesos: Nos encontramos con el episodio de la mordedura de la víbora. El Apóstol fue mordido por una víbora que se encontraba entre las ramas. De inmediato, los nativos de la isla interpretaron el hecho como un signo desfavorable para Pablo, pero, al no sufrir daño alguno, los nativos cambiaron de opinión.
- Personajes: Los nativos de la isla y principal del lugar, además del padre de este, que es objeto de curación a través del Espíritu.[4]

### Llegada a Roma
- Recorrido: La navegación se reanudó, embarcando en una nave alejandrina. Llegaron a Siracusa, capital de Sicilia. Desde allí, costeando, llegaron al puerto de Pozzuoli y, desde este lugar, por tierra hasta Roma.
- Sucesos: En Siracusa permanecieron tres días; en Pozzuoli una semana, en compañía de hermanos. Finalmente, en Roma, fueron recibidos por cristianos de esta ciudad, sabedores de que Pablo llegaba a la misma.
- Personajes: Los cristianos de Roma y el soldado encargado de su custodia.